# Trattinnickia lancifolia
Trattinnickia lancifolia är en tvåhjärtbladig växtart som först beskrevs av José Cuatrecasas, och fick sitt nu gällande namn av D.C. Daly. Trattinnickia lancifolia ingår i släktet Trattinnickia och familjen Burseraceae. Inga underarter finns listade i Catalogue of Life.